# Mordovian Ornament 2015
Mordovian Ornament 2015 – piąte zawody najlepszych łyżwiarzy w cyklu Challenger Series 2015/2016, rozegrane pomiędzy 15 – 18 października 2015 roku w rosyjskim Sarańsku.
Była to pierwsza w historii edycja tego turnieju.
Zawody zdominowali gospodarze. Wśród solistów triumfował Maksim Kowtun, zaś wśród solistek Anna Pogoriła. W rywalizacji par sportowych zwyciężyli Yūko Kawaguchi i Aleksandr Smirnow, zaś wśród par tanecznych Jelena Iljinych i Rusłan Żyganszyn.

## Wyniki

### Soliści
| Poz. | Zawodnik             | Nota łączna | SP | SP    | FS  | FS     |
| ---- | -------------------- | ----------- | -- | ----- | --- | ------ |
| 1    | Maksim Kowtun        | 236,38      | 4  | 73,14 | 1   | 163,24 |
| 2    | Danijjel Samochin    | 235,14      | 1  | 79,66 | 2   | 155,48 |
| 3    | Moris Kwitiełaszwili | 230,24      | 3  | 75,79 | 3   | 154,45 |
| 4    | Aleksandr Samarin    | 222,45      | 2  | 78,70 | 4   | 143,75 |
| 5    | Deniss Vasiļjevs     | 205,13      | 5  | 72,72 | 5   | 132,41 |
| 6    | Pawieł Ignatienko    | 185,80      | 6  | 60,03 | 6   | 125,77 |
| 7    | Slawik Hajrapetian   | 164,03      | 7  | 49,44 | 7   | 114,59 |
| 8    | Artur Panichin       | 119,83      | 8  | 41,76 | 8   | 78,07  |
| WD   | Marcus Björk         | DNF         | 9  | 39,59 | DNF | DNF    |

### Solistki
| Poz, | Zawodniczka          | Nota łączna | SP | SP    | FS | FS     |
| ---- | -------------------- | ----------- | -- | ----- | -- | ------ |
| 1    | Anna Pogoriła        | 214,07      | 2  | 72,26 | 1  | 141,81 |
| 2    | Adelina Sotnikowa    | 203,89      | 1  | 75,57 | 2  | 128,32 |
| 3    | Marija Artiemjewa    | 173,87      | 3  | 57,81 | 3  | 116,06 |
| 4    | Anastasija Gałustian | 151,84      | 4  | 50,23 | 4  | 101,61 |
| 5    | Aleksandra Golovkina | 144,76      | 5  | 48,95 | 5  | 95,81  |
| 6    | Daša Grm             | 128,27      | 7  | 45,01 | 6  | 83,26  |
| 7    | Katarina Kulgeyko    | 117,52      | 6  | 45,02 | 8  | 72,50  |
| 8    | Ajza Mambiekowa      | 108,75      | 9  | 33,93 | 7  | 74,82  |
| 9    | Fruzsina Medgyesi    | 106,89      | 8  | 44,36 | 9  | 62,53  |

### Pary sportowe
| Poz, | Zawodnicy                                  | Nota łączna | SP | SP    | FS | FS     |
| ---- | ------------------------------------------ | ----------- | -- | ----- | -- | ------ |
| 1    | Yūko Kawaguchi / Aleksandr Smirnow         | 214,05      | 1  | 76,02 | 1  | 138,03 |
| 2    | Natalja Zabijako / Aleksandr Enbiert       | 196,22      | 2  | 67,64 | 2  | 128,58 |
| 3    | Goda Butkutė / Nikita Jermołajew           | 141,80      | 6  | 40,26 | 3  | 101,54 |
| 4    | Arina Czerniawska / Antonio Souza-Kordjeru | 141,54      | 4  | 48,58 | 4  | 92,96  |
| 5    | Tatjana Daniłowa / Mikałaj Kamianczuk      | 141,24      | 3  | 49,52 | 5  | 91,72  |
| 6    | Maryja Palakowa / Nikita Boczkow           | 128,50      | 7  | 39,92 | 6  | 88,58  |
| 7    | Adel Tankova / Jewgieni Krasnopolski       | 119,00      | 5  | 40,54 | 7  | 78,46  |

### Pary taneczne
| Poz. | Zawodnicy                               | Nota łączna | SD  | SD    | FD  | FD     |
| ---- | --------------------------------------- | ----------- | --- | ----- | --- | ------ |
| 1    | Jelena Iljinych / Rusłan Żyganszyn      | 176,70      | 1   | 70,12 | 1   | 106,58 |
| 2    | Isabella Tobias / Ilja Tkaczenko        | 160,98      | 2   | 65,28 | 2   | 95,70  |
| 3    | Natalia Kaliszek / Maksym Spodyriew     | 150,60      | 3   | 59,44 | 3   | 91,16  |
| 4    | Alisa Agafonova / Alper Uçar            | 145,34      | 5   | 56,76 | 4   | 88,58  |
| 5    | Wiktoryja Kawalowa / Jurij Bielajew     | 142,86      | 4   | 57,48 | 6   | 85,38  |
| 6    | Rebeka Kim / Kiriłł Minow               | 137,28      | 7   | 51,26 | 5   | 86,02  |
| 7    | Ludmiła Sosnicka / Pawieł Gołowisznikow | 134,18      | 6   | 53,16 | 7   | 81,02  |
| 8    | Katharina Müller / Tim Dieck            | 119,10      | 8   | 46,86 | 8   | 72,24  |
| 9    | Anastasija Chromowa / Daryn Żunusow     | 114,20      | 9   | 45,92 | 9   | 68,28  |
| 10   | Kimberly Berkovich / Ronald Zilberberg  | 106,02      | 10  | 42,06 | 10  | 63,96  |
| 11   | Olga Jakushina / Andrey Nevskiy         | 104,40      | 11  | 41,38 | 11  | 63,02  |
| 12   | Aurelia Ippolito / Bennet Preiss        | 90,42       | 12  | 32,36 | 12  | 58,06  |
| DNS  | Jekatierina Bobrowa / Dmitrij Sołowjow  | DNS         | DNS | DNS   | DNS | DNS    |